# 涅亞
58°17′N 43°52′E / 58.283°N 43.867°E
涅亞 （俄语：Не́я）是俄羅斯科斯特羅馬州中部的一個城市，位於涅亞河右岸，距科斯特羅馬東北240公里。2002年人口11,506人。
1906年建立，1958年設市。